# It's a Boy
«It's a Boy» es una canción de la banda de rock The Who, incluida en su álbum de 1969, la ópera rock Tommy. Es la segunda canción del álbum, y la que empieza la historía.

## Composición y trama
«It's a Boy» aparece inmediatamente al final de «Overture». La canción fue adaptada del final de otra canción llamada «Glow Girl» que en ese momento no había sido lanzada. En su mayoría, «It's a Boy» es un instrumental que consiste solamente de una guitarra acústica, interpretada por Pete Townshend. Las partes cantadas, también por Townshend, solo aparecen al principio y al final de la canción.
«It's a Boy» es la canción que da inicio a la historía del álbum (la anterior, «Overture», era, como lo dice el nombre, la obertura). En la primera parte cantada, se dice que el Capitán Walker ha desaparecido durante la Primera Guerra Mundial, y «su hijo no nacido» no va a conocerlo. En la segunda parte cantada, la viuda del Capitán Walker, la Sra. Walker da luz a su hijo, Tommy, quien es el protagonista de la historía.

## Personal
Pete Townshend: guitarra acústica, voz.
- Datos: Q5923053